# John Parsons (Musiker)

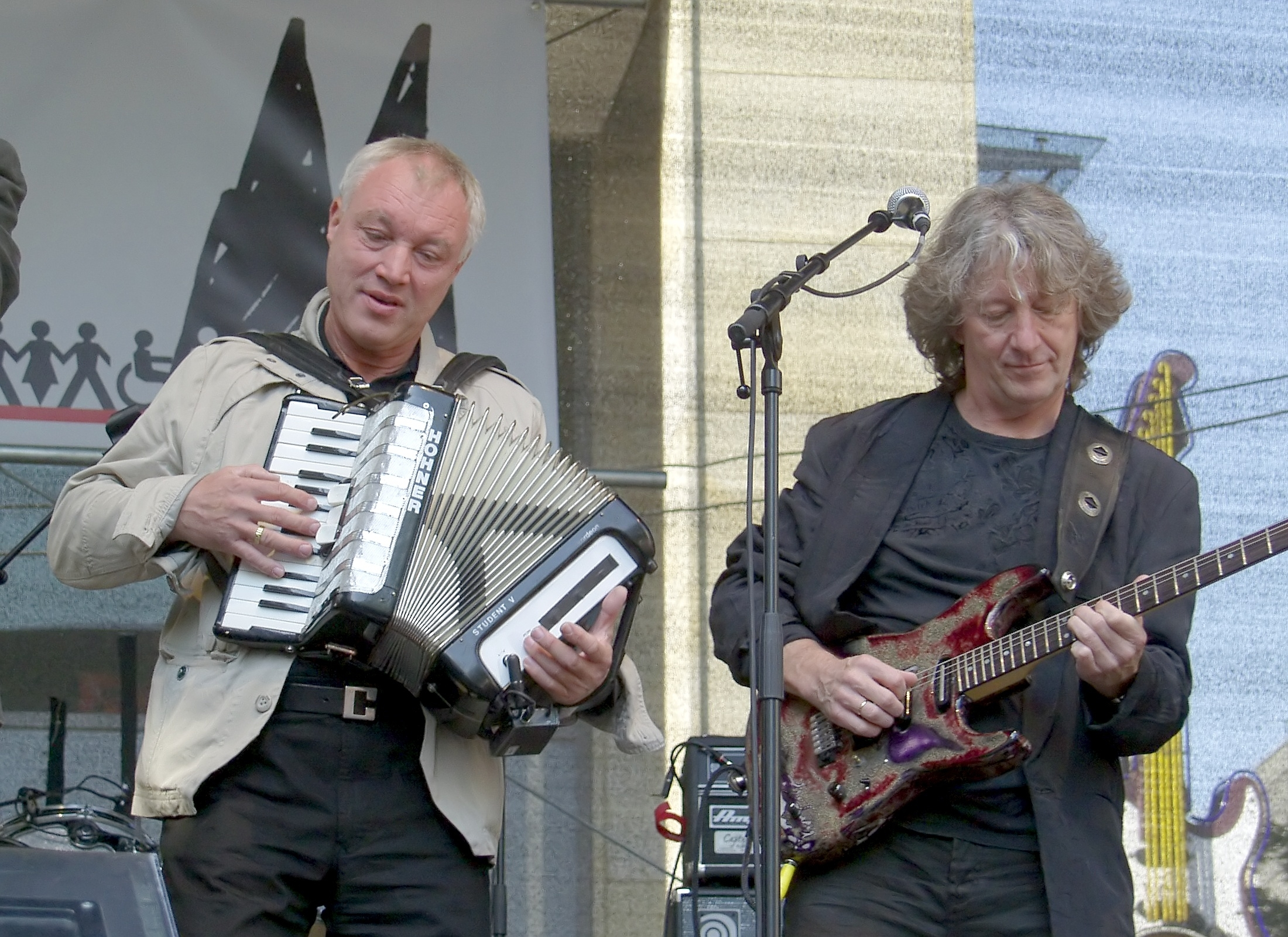
John Parsons (rechts) mit Peter Werner, 2008

John Parsons (* 1954) ist ein walisischer Gitarrist und war von 2007 bis 2018 Mitglied der Kölner Band Höhner.
Parsons wuchs in Wales auf. Er studierte am Leeds College of Music in England Gitarre. 1977 gründete er zusammen mit Tato Gomez die Band Santiago, die 1979 den Deutschen Schallplattenpreis als „Beste New Age Band“ gewann. 1990 zog er nach Spanien. Mit Miguel Ríos gewann er 2004 den Spanish Music Award für das beste Rock-Album. Von Ende 2007 bis Juni 2018 spielte er bei den Höhnern.